# Follebu
Follebu är en tätort i Gausdals kommun i Innlandet fylke i Norge. Orten ligger vid fylkesväg 255, sydöst om kommunens centralort Segalstad bru.